# Bilalijja
Bilalijja (arab. بلالية) – wieś w Syrii, w muhafazie Aleppo, w dystrykcie Afrin. W 2004 roku liczyła 642 mieszkańców.